# Blackstone River
Pour les articles homonymes, voir Blackstone.
La Blackstone est un fleuve côtier des états américains du Massachusetts et de Rhode Island. Il s'écoule sur 80 km et draine un bassin d'environ  1 400 km2.  
La rivière est nommée d'après William Blackstone (à l'origine orthographié William Blaxton) qui arriva à Weymouth, Massachusetts en 1623 et devint le premier colon de ce qui est à présent la ville de Boston en 1625. Il déménagea de nouveau, dans le Rhode Island en 1635 et construisit sa maison sur les bords de la rivière de ce qui allait devenir Cumberland. Le nom amérindien du fleuve était Kittacuck, ce qui signifie « la grande rivière à marée ». Ce cours d'eau était très riche en saumon et lamproie avant l'époque industrielle
La révolution industrielle  débuta aux États-Unis en 1790 quand Samuel Slater construisit la Slater Mill à Pawtucket Falls. Ce fut la première usine textile des États-Unis et dont l'énergie provenait des eaux de la Blackstone River. Plusieurs autres usines suivirent et firent que la Blackstone River devint connue comme la « rivière la plus laborieuse d'Amérique » (America's hardest working river) mais cette industrialisation conduisit aussi à ce que la rivière soit identifiée à la fin du XXe siècle comme la première source de pollution de la baie de Narragansett.
En août 1955, de graves inondations de la Blackstone River causèrent de très importants dégâts à Woonsocket dans le Rhode Island où la rivière habituellement à un cours de 21 m de large et sorti de son lit sur plus de 1,6 km de large. Cette inondation est principalement due à des pluies exceptionnelles provoquées par une tempête tropicale qui se déplaçait lentement dans la région. 
La Blackstone River, conjointement avec la Woonasquatucket au sud, fut désignée comme American Heritage River en 1998.

## Source
- (en) Cet article est partiellement ou en totalité issu de l’article de Wikipédia en anglais intitulé « Blackstone River » (voir la liste des auteurs).